# Cerambyx rufus
Cerambyx rufus is een keversoort uit de familie van de boktorren (Cerambycidae). De wetenschappelijke naam van de soort werd voor het eerst geldig gepubliceerd in 1806 door Voet.